# Stanhopea saccata
Stanhopea saccata är en orkidéart som beskrevs av James Bateman. Stanhopea saccata ingår i släktet Stanhopea och familjen orkidéer. Inga underarter finns listade i Catalogue of Life.

## Bildgalleri

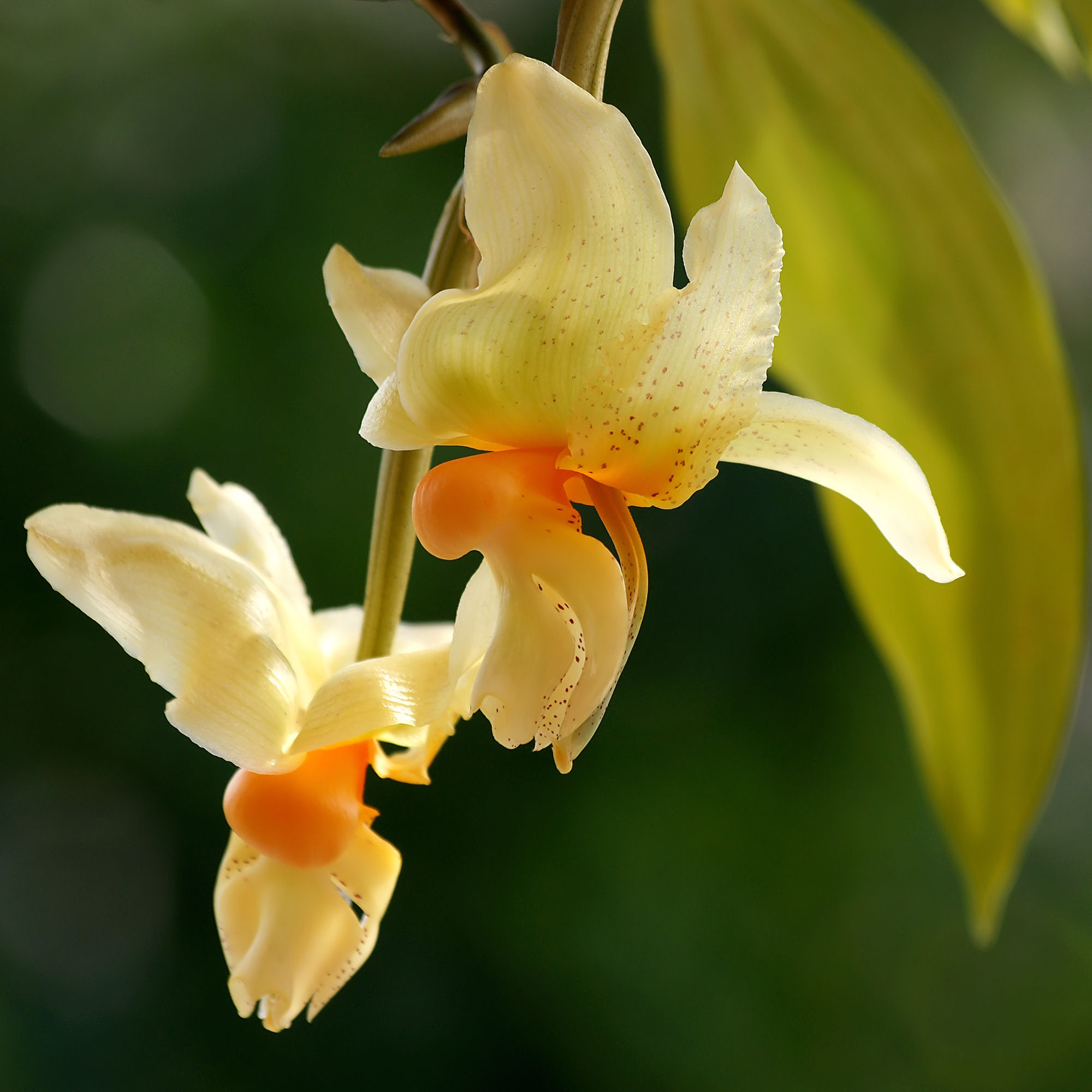
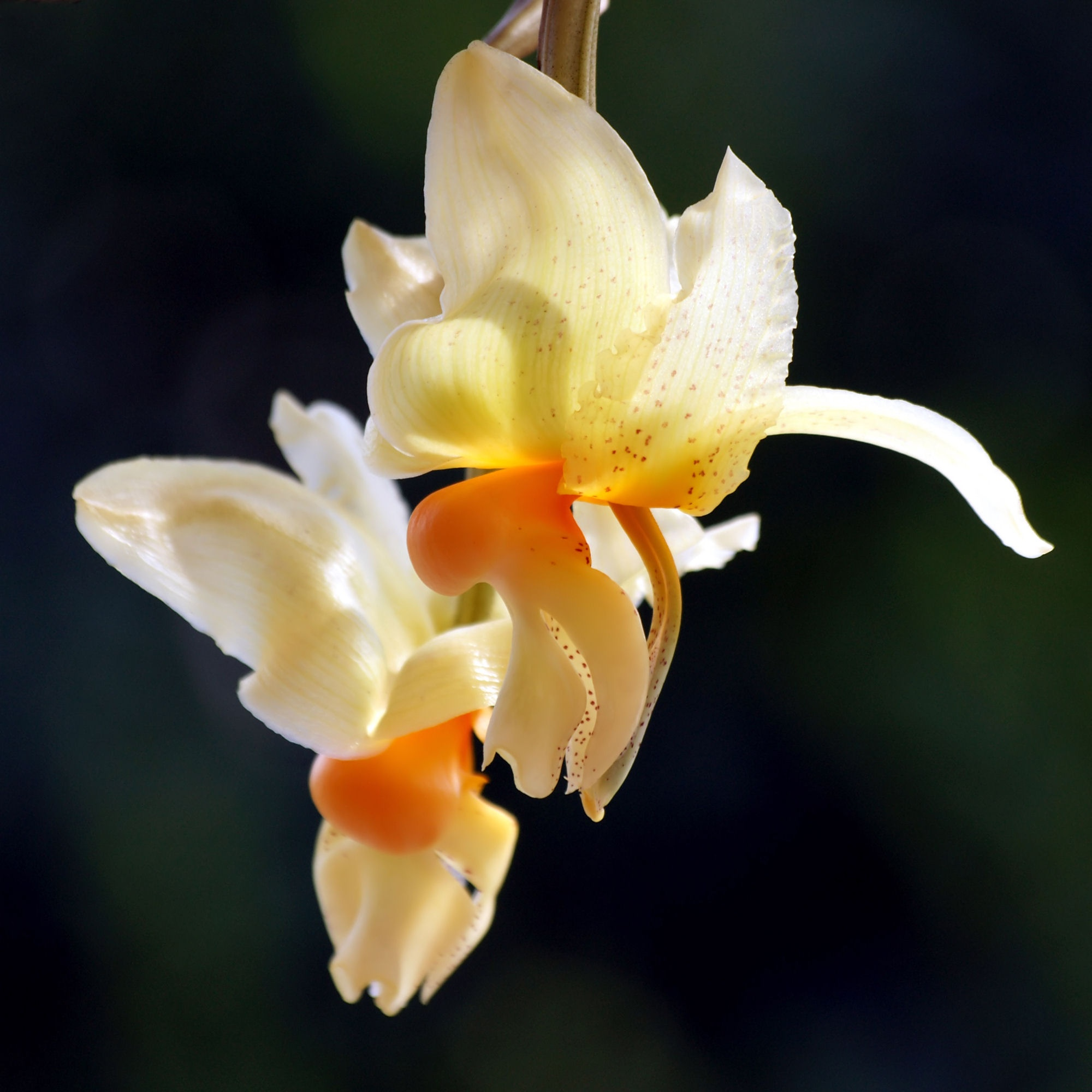
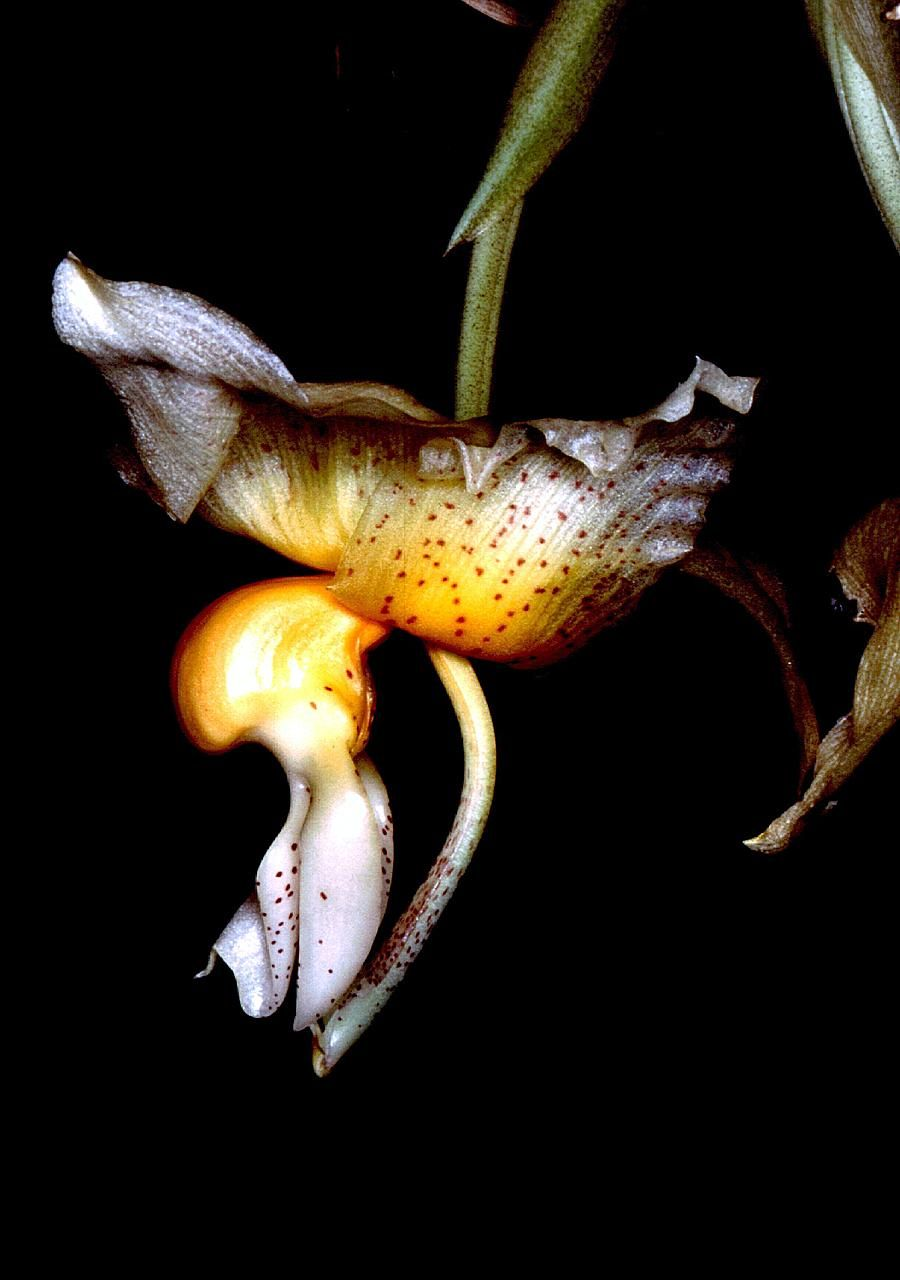
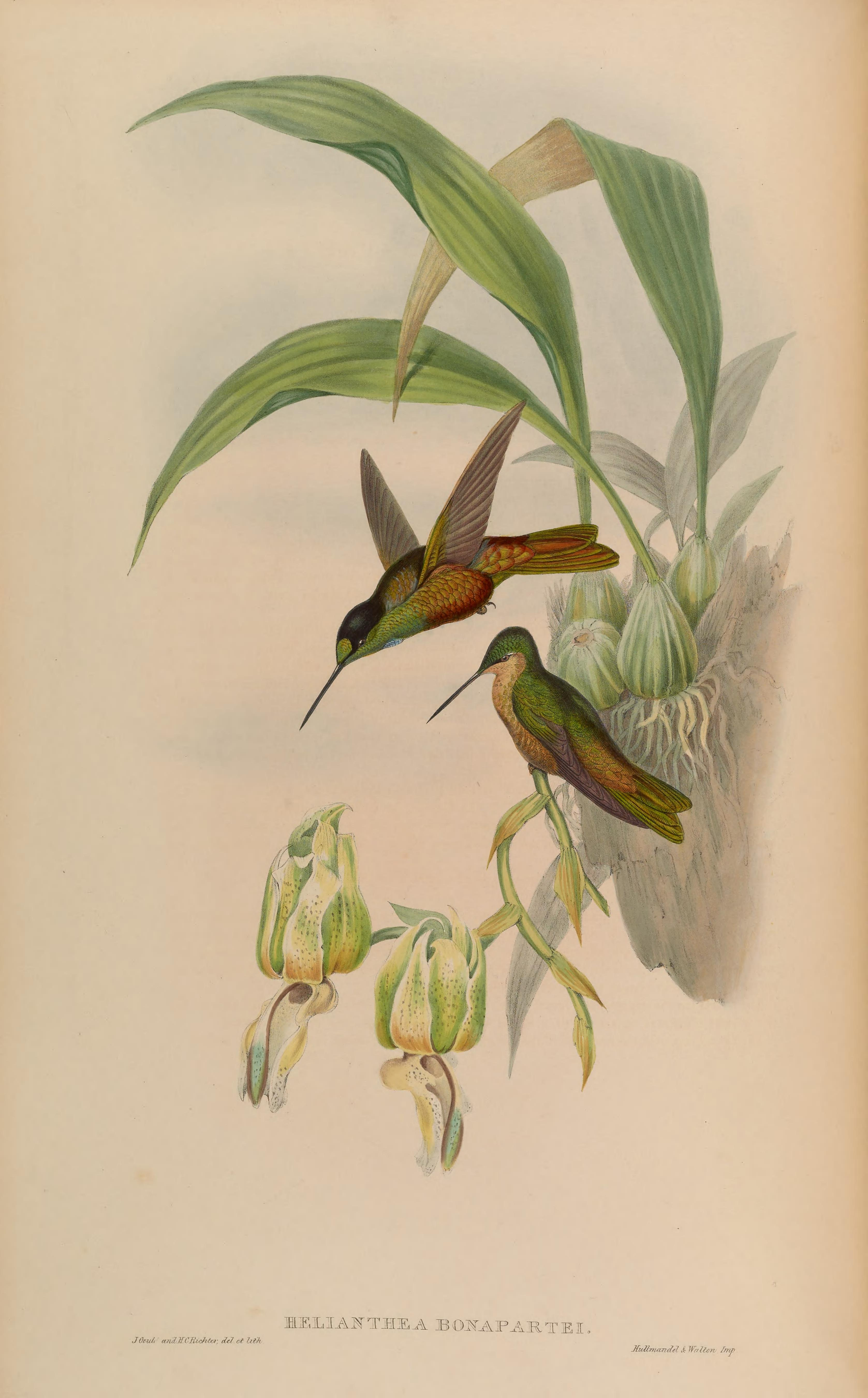
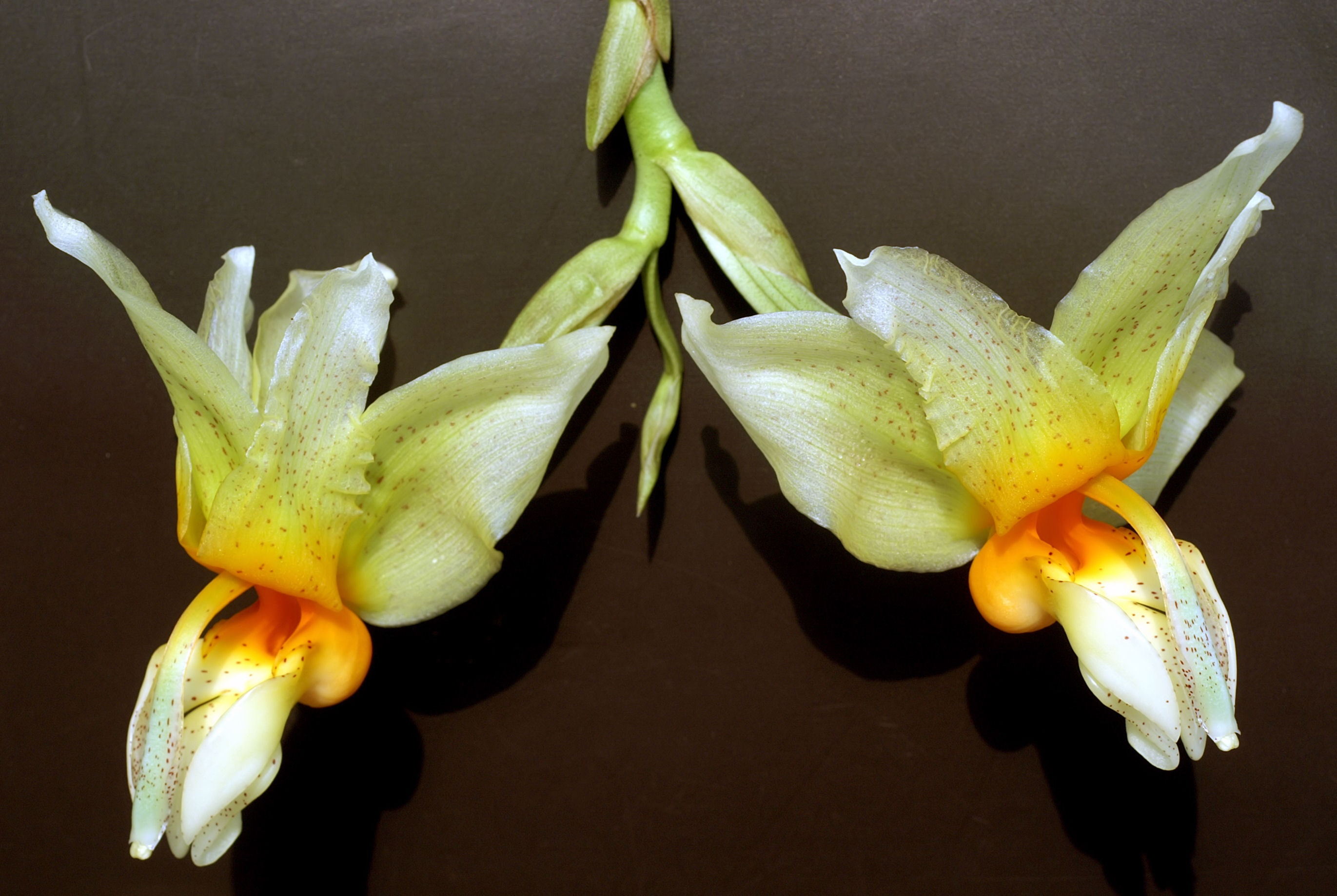
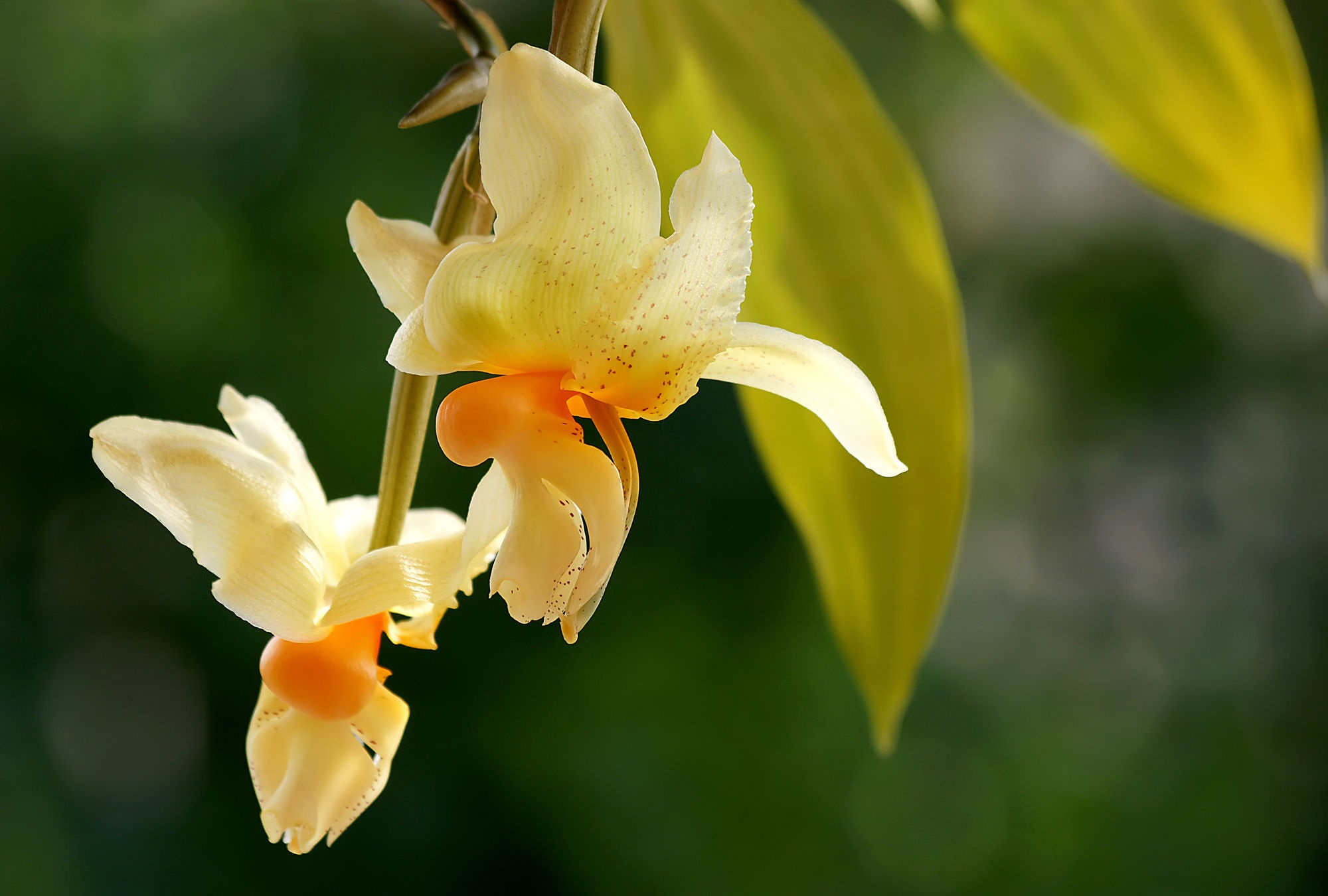